# Fiordaliso (1987)
Fiordaliso è il terzo album in studio di Fiordaliso pubblicato nella primavera del 1987 per l'etichetta Durium. Il singolo estratto è " Il canto dell'estate " che così come l'album non riscosse un grande successo ne un'adeguata promozione dovuta al fallimento della casa discografica Durium. Tuttavia ottenne importanti riconoscimenti da parte della critica, per il gusto raffinato degli arrangiamenti e l'interpretazione della cantante piacentina, che in questa occasione scrisse, insieme a Luigi Albertelli le parole di 6 brani. La produzione è di Luigi Albertelli. Gli arrangiamenti di Dado Parisini. La veste grafica è curata da Luciano Tallarini.

## Tracce
1. Volando sognando (Luigi Albertelli - Marina Fiordaliso / Enzo Malepasso)
2. Il canto dell'estate (Luigi Albertelli / Enzo Malepasso - Umberto Smaila)
3. Che altro c'è (Luigi Albertelli - Marina Fiordaliso / Enzo Malepasso)
4. In cerca di evasioni (Luigi Albertelli / Tony Labriola - Enzo Malepasso)
5. Vicino al cielo (Touch of Paradise) (Luigi Albertelli / Ross Wilson - Gulliver Smith)
6. I giorni dell'addio (Luigi Albertelli - Marina Fiordaliso / Enzo Malepasso)
7. All'improvviso (Luigi Albertelli - Marina Fiordaliso / Enzo Malepasso)
8. Non è un mistero (Luigi Albertelli / Maurizio Schembri - Roberto Zanaboni)
9. Rosa (Luigi Albertelli - Marina Fiordaliso / Enzo Malepasso)
10. Sarà così (Luigi Albertelli - Marina Fiordaliso / Enzo Malepasso)

## Formazione
- Fiordaliso – voce
- Maurizio Bozzi – basso
- Dado Parisini – tastiera, pianoforte
- Stephen Head – programmazione
- Massimo Pacciani – batteria, percussioni
- Riccardo Galardini – chitarra acustica
- Mario Manzani – chitarra elettrica
- Stefano Cantini – sassofono soprano
- Gene Jones Jr, Lalla Francia, Betty Maineri, Marina Balestrieri, Sanny Taylor – cori